# Касперівський тип
Касперівський тип — локальна група пам'яток трипільської культури (кінець 4 — початок 3 тис. до Р. X.) у верхньому Подністров'ї.
Назва походить від села Касперівці Заліщицького району Тернопільської області.
Поселення невеликі, розташовані на укріплених мисах. Житла наземні та заглиблені. Керамічний комплекс складається з переважно нерозписаного (90 %) і розписаного посуду. Найчастіше посуд прикрашали шнуровим орнаментом та відбитками штампа. Характерні глиняні фігурки тварин і людей. Епонімну пам'ятку вперше виявив Ю. Полянський (1927) побл. с. Касперівці. У 1970-х роках Касперівський тип виділив Ю. Захарук.